# Sebastián Donadío
Sebastián Donadío, né le 5 janvier 1972 à Buenos Aires, est un coureur cycliste argentin. Il est spécialiste de la piste, plus particulièrement des courses de six jours. Il a été directeur sportif de l'équipe Buenos Aires Provincia de 2013 à 2014.

## Palmarès sur piste

### Championnats du monde
- Apeldoorn 2011
  - 14e de l'américaine

### Jeux sud-américains
- Medellín 2010
  -  Médaillé d'argent de l'américaine

### Six Jours
- 2005
  - Six Jours de Turin (avec Marco Villa)
- 2009
  - Six Jours de Crémone (avec Walter Fernando Pérez)

## Palmarès sur route
- 2004
  - 2e du Grand Prix Campagnolo
- 2006
  - 2e du Criterium de Apertura
  - 3e du Grand Prix Campagnolo